# ルイス・デ・ベラスコ・イ・ルイス・デ・アラルコン

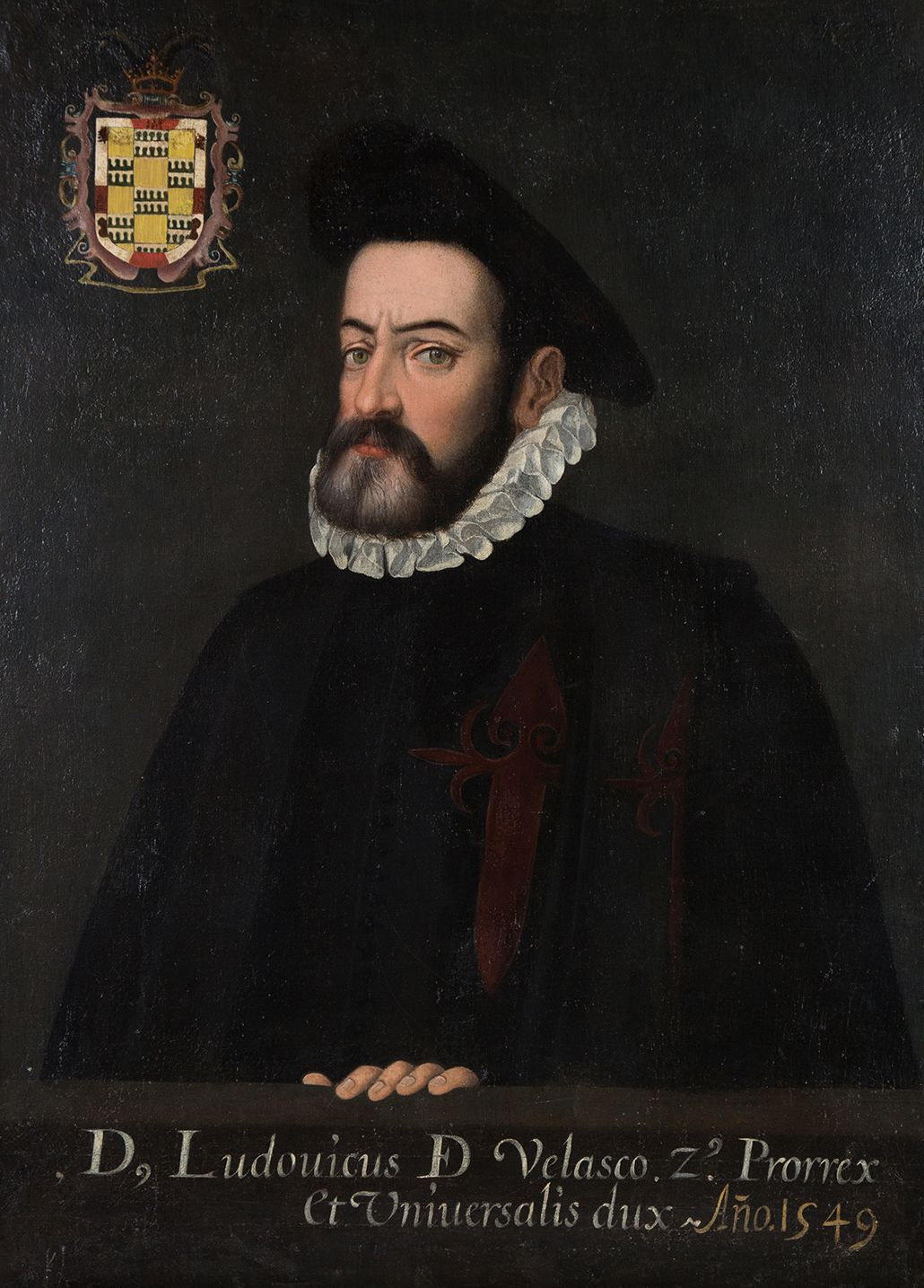
ルイス・デ・ベラスコ1世

ルイス・デ・ベラスコ・イ・ルイス・デ・アラルコン（Luis de Velasco y Ruiz de Alarcón、1511年 - 1564年7月31日）またはルイス・デ・ベラスコ・イ・アラルコン（Luis de Velasco y Alarcón）は、スペインの貴族で、ナバラ副王、第2代ヌエバ・エスパーニャ副王（在職期間1550-1564年）をつとめた。
同じ名前の息子（ルイス・デ・ベラスコ・イ・カスティーリャ）も第8代・第11代ヌエバ・エスパーニャ副王だったため、第2代副王の方をルイス・デ・ベラスコ1世（el Viejoとも）と呼ぶことがある。日本に使節を送ったのは息子の方である。

## 生涯
ベラスコはパレンシア県カリオン・デ・ロス・コンデスに生まれた。ベラスコ家 (es:casa de Velasco) はスペインの貴族の家柄だった。
ベラスコは14歳のときから神聖ローマ皇帝カール5世（スペイン王カルロス1世）に仕え、カール5世のフランスとの戦いに参加した。1547年から翌年にかけてフランスとの国境地帯にあたるナバラの副王をつとめた。

### ヌエバ・エスパーニャ副王
1549年、王室は初代ヌエバ・エスパーニャ副王アントニオ・デ・メンドーサをペルー副王に転任させ、後継のヌエバ・エスパーニャ副王としてベラスコを任命した。同年サンティアゴ騎士団に入団を認められた。ベラスコは赴任中に病気を発生したため、遅れて1550年11月22日になってメキシコシティに到着した。
ベラスコが赴任した当時は、メキシコで銀鉱が発見され、サカテカスをはじめとする都市が建設されるなど景気のよい時代だった。ベラスコは銀鉱の開発を促進した。また彼の時代にバルトロメ・デ・メディナによって銀のアマルガム精錬法 (patio process) が実用化された。
ベラスコは北方のヌエバ・ビスカヤ（今のチワワ州、ドゥランゴ州およびコアウイラ州の一部）を植民地化した。北方ではチチメカとの戦争が発生していたが、トラスカラ人を入植させてチチメカを彼らに同化させることを試みた。ベラスコはドゥランゴなどの都市を設立した。
1559年にはトリスタン・デ・ルナ・イ・アレヤーノによるフロリダの植民地化を試みたが失敗に終わった。また1564年にはミゲル・ロペス・デ・レガスピおよびアンドレス・デ・ウルダネータを今のフィリピン諸島に送りこんだが、植民地の設立と航路の開拓という目的を達成したのはベラスコ没後の1565年だった。
内政では1553年に王立・教皇立メキシコ大学（今のメキシコ国立自治大学の前身）が開校した。産業の上では養蚕のためのクワ、サトウキビの栽培や家畜の飼育を奨励した。ベラスコの時代、1552年にはメキシコシティ大洪水、1555年には疫病に襲われた。
1542年のインディアス新法の施行は前副王のもとでは差し止められていたが、1551年にベラスコは先住民の奴隷化の禁止を実施しようとした。奴隷所有者は鉱山業が成立しなくなるとしてこれに反発したが、ベラスコは鉱山よりも先住民の自由の方が優先すると主張した。ベラスコは1万5千人以上の先住民を奴隷の地位から解放した。
ベラスコはアウディエンシアと対立し、またキリスト教の宣教がフランシスコ会とドミニコ会の修道士によって行われていたのを改めて教区司祭による宣教を促進しようとしたために修道会とも対立した。フェリペ2世の時代になると副王とエンコメンデロ、アウディエンシア、修道会との対立が大きくなり、彼らはスペイン本国に向けてベラスコを告発した。さらにベラスコ自身が病身であった。不満を持つエンコメンデロは特にエルナン・コルテスの息子のバジェ・デ・オアハカ侯爵マルティン・コルテス (Martín Cortés, 2nd Marquess of the Valley of Oaxaca) のもとに集まった。1563年にスペイン本国から送られてきた監察官(visitador)によるベラスコの審問が行われた。
1564年、病が重くなったベラスコは仕事をフランシスコ・セイノス (Francisco Ceinos) を長とするアウディエンシアの聴訴官たちに托し、7月末に没した。
副王としてベラスコは「最も賢明な保護者」(El prudentísimo tutor)、「国父」(padre de la patria)と呼ばれた。